# Nuoto ai III Giochi del Mediterraneo
Il nuoto ai Giochi del Mediterraneo 1959 ha visto lo svolgimento di 8 gare, tutte maschili.

## Medagliere
| Posizione | Paese      |   |   |   | Totale |
| --------- | ---------- | - | - | - | ------ |
| 1         | Italia     | 5 | 0 | 2 | 7      |
| 2         | Francia    | 2 | 2 | 2 | 6      |
| 3         | Jugoslavia | 1 | 5 | 1 | 7      |
| 4         | Spagna     | 0 | 1 | 1 | 2      |
| 5         | Grecia     | 0 | 0 | 1 | 1      |
| 5         | Egitto     | 0 | 0 | 1 | 1      |

## Podi

### Uomini
| Gara                 | Oro                                                                         | Tempo   | Argento                                                             | Tempo   | Bronzo                                                             | Tempo   |
| Stile libero         |                                                                             |         |                                                                     |         |                                                                    |         |
| 100 m                | Paolo Pucci                                                                 | 57”2    | Janez Kocmur                                                        | 58”2    | Giorgio Perondini                                                  | 58”4    |
| 400 m                | Vlado Brinovec                                                              | 4'44”5  | Milan Jeger                                                         | 4'44”9  | Guy Montserret                                                     | 4'47”8  |
| 1500 m               | Guy Montserret                                                              | 19'05”4 | Vlado Brinovec                                                      | 19'48”6 | Zei Ahmed                                                          | 20'03”6 |
| Dorso                |                                                                             |         |                                                                     |         |                                                                    |         |
| 100 m                | Robert Christophe                                                           | 1'04"8  | Mihovil Dorčić                                                      | 1'06"4  | Christian Schollmeier                                              | 1'08"1  |
| Rana                 |                                                                             |         |                                                                     |         |                                                                    |         |
| 200 m                | Roberto Lazzari                                                             | 2'48”7  | Guillermo Alsina                                                    | 2'51”8  | Nikolaos Zacharopoulos                                             | 2'55"6  |
| Farfalla             |                                                                             |         |                                                                     |         |                                                                    |         |
| 200 m                | Federico Dennerlein                                                         | 2'26”7  | René Pirolley                                                       | 2'30”3  | Vicente                                                            | 2'36"1  |
| Staffette            |                                                                             |         |                                                                     |         |                                                                    |         |
| 4x200 m stile libero | ItaliaBruno Bianchi Federico Dennerlein Giorgio Perondini Paolo Pucci       | 8'50”0  | JugoslaviaAnton Nardeli Vlado Brinovec Janez Kocmur Milan Jeger     | 9'00”7  | FranciaWilliam Caillot Michel Treillet Guy Montserret Jean Boiteux | 9'09”7  |
| 4x100 m misti        | ItaliaChristian Schollmeier Roberto Lazzari Federico Dennerlein Paolo Pucci | 4'27”1  | FranciaRobert Christophe Maurice Lusien René Pirolley Aldo Eminente | 4'31”0  | JugoslaviaMihovil Dorčić Đuro Radan Anton Nardeli Janez Kocmur     | 4'35”7  |